# Lanark (Wisconsin)
Lanark – miasto w Stanach Zjednoczonych, w stanie Wisconsin, w hrabstwie Portage.